# Parfino
Parfino è un insediamento di tipo urbano della Russia europea nordoccidentale, situato nella oblast' di Novgorod; appartiene amministrativamente al rajon Parfinskij, del quale è il capoluogo.